# 托薩
托薩（西班牙語：Toza），是巴拿馬的城鎮，位於該國中部，由科克萊省的納塔區負責管轄，面積85.8平方公里，海拔高度85米，2010年人口2,071，人口密度每平方公里24.1人。